# Mallochohelea silvicola
Mallochohelea silvicola är en tvåvingeart som först beskrevs av Maurice Emile Marie Goetghebuer 1920.  Mallochohelea silvicola ingår i släktet Mallochohelea och familjen svidknott. Inga underarter finns listade i Catalogue of Life.